# نولان (نام خانوادگی)
نولان (انگلیسی: Nolan) یک نام خانوادگی با ریشه در واژهٔ Ó Nualláin در زبان ایرلندی است؛ واژه‌ای که خود مشتق‌شده از واژهٔ ایرلندی nuall به معنی «اشرافی، مشهور» و ترکیب‌شده با پسوند مصغر است.

## افراد شاخص با این نام خانوادگی
- اوون نولان (زادهٔ ۱۹۷۲)، بازیکن هاکی روی یخ کانادایی
- ایان نولان (زادهٔ ۱۹۷۰)، بازیکن فوتبال اهل ایرلند شمالی
- باب نولان (۱۹۰۸–۱۹۸۰)، موسیقی‌دان، خواننده و ترانه‌سرای کانادایی
- جان نولان (زادهٔ ۱۹۳۸)، بازیگر آمریکایی
- جاناتان نولان (زادهٔ ۱۹۷۶)، نویسنده و تهیه‌کننده آمریکایی
- جانت نولان (۱۹۱۱–۱۹۹۸)، بازیگر آمریکایی
- جو نولان (زادهٔ ۱۹۹۲)، بازیکن فوتبال اهل انگلستان
- دینا نولان (زادهٔ ۱۹۷۹)، بازیکن بسکتبال آمریکایی
- ریک نولان (زادهٔ ۱۹۴۳)، سیاستمدار آمریکایی
- کریستوفر نولان (زادهٔ ۱۹۷۰)، نویسنده و کارگردان آمریکایی
- کوین نولان (زادهٔ ۱۹۸۲)، بازیکن فوتبال اهل انگلستان
- لوید نولان (۱۹۰۲–۱۹۸۵)، بازیگر آمریکایی
- مارگارت نولان (۱۹۴۳–۲۰۲۰)، هنرمند تجسمی اهل انگلستان
- هنری گراتان نولان (۱۸۹۳–۱۹۵۷)، حقوقدان کانادایی